# Trtnik
Trtnik este o localitate din comuna Tolmin, Slovenia, cu o populație de 33 de locuitori.